# Włodzimierz Berutowicz

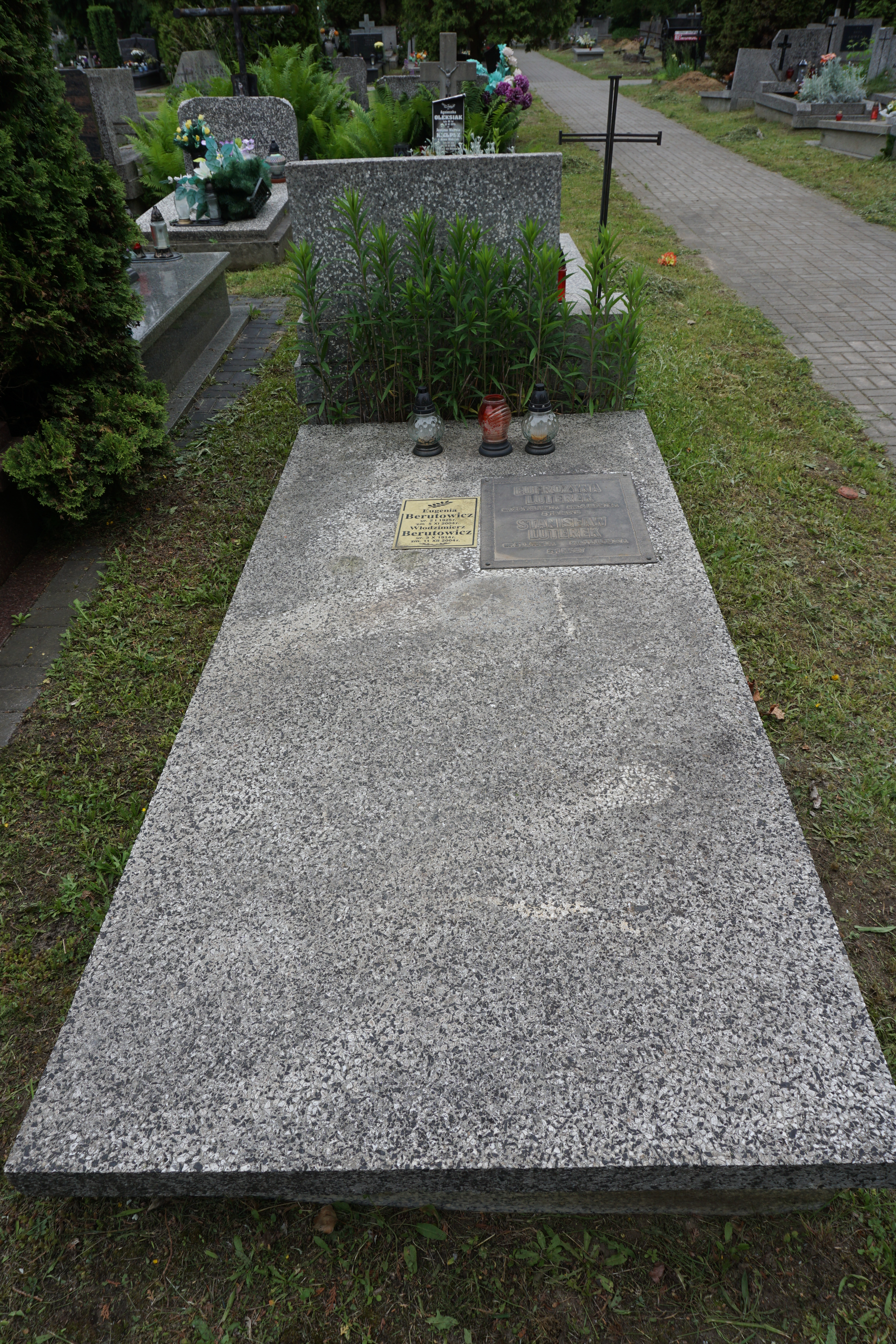
Grób Włodzimierza Berutowicza na cmentarzu komunalnym Północnym w Warszawie

Włodzimierz Berutowicz vel Józef Garyga (ur. 3 października 1914 w Przedmościu, zm. 11 grudnia 2004 w Warszawie) – polski prawnik i polityk socjalistyczny. Pierwszy prezes Sądu Najwyższego w latach 1976–1987, od 1971 do 1976 minister sprawiedliwości, poseł na Sejm PRL VIII kadencji.

## Życiorys
Syn Józefa i Katarzyny. Od 1934 do 1935 pracował jako nauczyciel. Następnie przystąpił do służby wojskowej – do 1938 w Szkole Podchorążych Piechoty w Ostrowi Mazowieckiej-Komorowie, a następnie jako podporucznik dowodził plutonem w 61 Pułku Piechoty w Bydgoszczy.
Podczas II wojny światowej od 1940 do 1944 był sprzedawcą w warszawskim sklepie z farbami, a w latach 1944–1945 przebywał na robotach przymusowych we Wrocławiu. Po wojnie krótko służył w Milicji Obywatelskiej (od 1945 do 1947 kierował komisariatem Komendy Miejskiej we Wrocławiu). Absolwent Wydziału Prawa Uniwersytetu Wrocławskiego (1950). 
Od 1948 pracował w prokuraturze, a następnie w sądownictwie. W latach 1959–1960 prezes Sądu Wojewódzkiego w Poznaniu, w latach 1960–1967 prezes Sądu Wojewódzkiego we Wrocławiu. Jednocześnie od 1950 był pracownikiem naukowym Uniwersytetu Wrocławskiego (tam w 1955 obronił pracę doktorską Zasada dyspozycyjności w postępowaniu cywilnym Polski Ludowej napisaną pod kierunkiem Kamila Stefki). Od 1968 profesor nadzwyczajny, w 1975 mianowany przez Radę Państwa profesorem zwyczajnym nauk prawnych. W latach 1968–1971 rektor Uniwersytetu Wrocławskiego. 
Od października 1971 do marca 1976 minister sprawiedliwości w rządach Piotra Jaroszewicza. Od 1976 do 1987 pierwszy prezes Sądu Najwyższego. Równocześnie od lipca 1982 do maja 1987 był z urzędu przewodniczącym Trybunału Stanu. W okresie 1980–1985 poseł na Sejm PRL VIII kadencji. W latach 1975–1980 prof. Akademii Spraw Wewnętrznych. W latach 1980–1985 profesor Instytutu Państwa i Prawa Polskiej Akademii Nauk. Członek Komitetu Redakcyjnego „Zeszytów Naukowych Akademii Spraw Wewnętrznych”.
Od lutego 1947 był członkiem Polskiej Partii Socjalistycznej, z którą w grudniu 1948 przystąpił do Polskiej Zjednoczonej Partii Robotniczej. Na VI (1971), VII (1975) oraz VIII (1980) Zjeździe PZPR wybierany w skład Centralnej Komisji Kontroli Partyjnej.
Był m.in. autorem podręczników:
- Zasada dyspozycyjności w postępowaniu cywilnym (1957)[4]
- Postępowanie cywilne w zarysie (1973)
- Przewodnik do nauki o postępowaniu cywilnym (1973)
- Przewodnik do nauki ustrojów organów ochrony prawnej (współautor Józef Mokry, 1975)

## Ordery i odznaczenia
- Krzyż Komandorski z Gwiazdą Orderu Odrodzenia Polski
- Krzyż Komandorski Orderu Odrodzenia Polski
- Order Sztandaru Pracy I klasy
- Order Sztandaru Pracy II klasy
- Złoty Krzyż Zasługi (1955)[5]
- Tytuł honorowy „Zasłużony dla Wymiaru Sprawiedliwości Polskiej Rzeczypospolitej Ludowej” (1987)[6]
- Medal Komisji Edukacji Narodowej
- Medal 10-lecia Polski Ludowej (1955)[7]
- Złoty Medal „Za zasługi dla obronności kraju” (1973)[8]
- Medal pamiątkowy XXX-lecia Międzynarodowego Zrzeszenia Prawników Demokratów (1977)[9]